# Shaïda Zarumey
Shaïda Zarumey (sinh ra Fatouma Agnès Diaroumèye, 1938) là một nhà xã hội học và nhà thơ người Niger, một trong những người đầu tiên ở nước cô viết bằng tiếng Pháp.
Sinh ra ở Bamako với cha là người Niger và mẹ là người Mali, Diaroumèye đã trải qua mười năm đầu đời ở Nigeria, nơi cô hoàn thành việc học chính. Cô tiếp tục việc học ở Mali  trước khi lấy bằng tiến sĩ ở Paris năm 1970. Một nhà kinh tế xã hội bằng cách đào tạo, cô bắt đầu làm việc tại Dakar tại Viện nghiên cứu Châu Phi de Développement Économique et de Planization của Liên Hợp Quốc, nơi cô làm việc từ năm 1970 đến 1975; sau đó cô trở thành một chức năng dành riêng cho quyền của phụ nữ. Cô đã đi du lịch rộng rãi để hỗ trợ công việc của mình. Là một nhà thơ, dưới danh nghĩa là Shaïda Zarumey, cô đã xuất bản Alternances pour le sultan vào năm 1981.